# NGC 4016
NGC 4016 est une galaxie spirale barrée située dans la constellation de la Chevelure de Bérénice. NGC 4016 a été découverte par l'astronome irlandais R. J. Mitchell  en 1854.

## Caractéristiques
La classe de luminosité de NGC 4016 est IV-V et elle présente une large raie HI.

### Distance
Sa vitesse par rapport au fond diffus cosmologique est de 3 740 ± 21 km/s, ce qui correspond à une distance de Hubble de 55,2 ± 3,9 Mpc (∼180 millions d'al).

### Brillance de surface
En raison d'une brillance de surface égale à 14,00 mag/am2, on peut qualifier NGC 4016 de galaxie à faible brillance de surface (LSB en anglais pour low surface brightness). Les galaxies LSB sont des galaxies diffuses (D) avec une brillance de surface inférieure de moins d'une magnitude à celle du ciel nocturne ambiant.

## Supernova
La supernova SN 2002hm a été découverte le 5 novembre 2002 par l'astronome amateur britannique Tom Boles. Cette supernova était de type II.

## Groupe de NGC 4017
Selon A.M. Garcia, la galaxie NGC 4016 fait partie d'un groupe de galaxies qui compte au moins quatre membres, le groupe de NGC 4017. Les autres membres du groupe sont NGC 4004, NGC 4008 et NGC 4017.
Abraham Mahtessian mentionne aussi un groupe dont fait partie NGC 4008, mais il n'y a que trois galaxies dans sa liste, NGC 4016 n'y figurant pas.
D'autre part, il est étonnant que la galaxie IC 2982 à l'ouest de NGC 4004 ne figure dans aucune des deux listes. La distance qui la sépare de la Voie lactée est de 53,86 ± 3,78 Mpc (∼176 millions d'al), pratiquement la même que celle de NGC 4004. Cette galaxie est même désignée comme NGC 4004B par la base de données NASA/IPAC On pourrait même affirmer que les deux galaxies forment une paire en interaction au vu de la déformation de NGC 4004. C'est sans doute pour cette raison que les deux galaxies sont inscrites au catalogue des galaxies en interaction Vorontsov-Velyaminov.

## Paire de galaxies en interaction

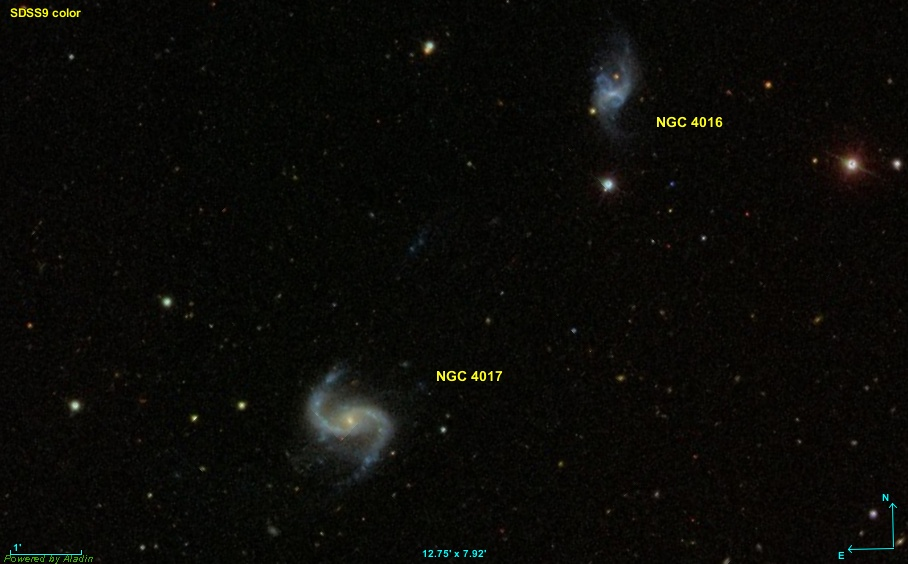
NGC 4016 et NGC 4017 forme une paire de galaxies en interaction gravitationnelle.

Les galaxies NGC 4016 et NGC 4017 sont presque à la même distance de la Voie lactée et sont voisines sur la sphère céleste. L'image obtenue des données de l'étude SDSS montre une certaine déformation dans la galaxie NGC 4016. Ces deux galaxies dont sûrement en interaction gravitationnelle et elles figurent d'ailleurs au catalogue des galaxies en interaction Vorontsov-Velyaminov. Elles figurent aussi dans l'atlas des galaxies particulières de Halton Arp sous la désignation Arp 305. Halton Arp note que l'un des bras de NGC 4016 présente un segment brisé.